# Alicia Fahr
Alicia Fahr (Rosario, 14 de junio de 1960) es una actriz argentina que se radicó en México, donde realizó su carrera actoral. Hijos Luciano y Christian Seri.

## Biografía
Fahr nació en la ciudad argentina de Rosario. En 1984 participó del ciclo humorístico Hiperhumor para un año después mudarse a México, donde continuó su carrera como actriz. Su primera telenovela fue Dos vidas (en 1988), producida por Eugenio Cobo y protagonizada por Rebecca Jones y Fernando Balzaretti. Participó en telenovelas como Las grandes aguas, Mi pequeña Soledad, Balada por un amor, Atrapada, Mi pequeña traviesa, Amigas y rivales y Clase 406, entre otras. También participó en cinco episodios del unitario Mujer, casos de la vida real y en la película ¡Aquí espaantan!, al lado de grandes actores como Rafael Inclán, Patricia Reyes Spíndola, Evangelina Sosa y Bruno Bichir, entre otros. Posteriormente, la actriz adquirió la nacionalidad mexicana.
Alicia Fahr también estudió nutrición a la par que continuaba con su carrera de actriz.
Después de su última telenovela, Zacatillo, un lugar en tu corazón, se dedicó a su trabajo como colaboradora de la empresa de salud. Estuvo casada con Rafael Inclán comediante mexicano. 
El 16 de mayo de 2002 se casó con el mexicano León Valverde. Hoy en día es la número uno en la nueva empresa Nerium Optimera es representante y líder de la marca comercial de cremas anti edad.

## Filmografía

### Telenovelas, películas y series de televisión
- 1984: Hiperhumor
- 1986: Pobre juventud
- 1988: Dos vidas, como Claudia
- 1989: Las grandes aguas, como Aracely de Ramos
- 1990: Mi pequeña Soledad, como Lidia
- 1990: Balada por un amor, como Eloísa Negrete
- 1991: Atrapada, como Nina
- 1993: ¡Aquí espaantan!, como la Sra. Salazar
- 1997: Mi pequeña traviesa, como Eloísa
- 2000: Por un beso, como Gloria
- 2001: Amigas y rivales, como Alma González
- 2002-2003: Clase 406 (2002-2003), como Dolores Londoño
- 2003: Velo de novia, como Eduarda de Montenegro
- 2004: Rubí, como Romina
- 2001-2005: Mujer, casos de la vida real (5 episodios).
- 2009: Alma de hierro, como Mamá de Ari
- 2010: Zacatillo, un lugar en tu corazón, como Roxana